# 拉苏
拉苏（法語：Lassouts，法語發音：[lasu]）是法国阿韦龙省的一个市镇，属于罗德兹区。该市镇2009年时的人口为289人。

## 人口
拉苏人口变化图示
| 数据来源：INSEE |